# 81 Dywizja Piechoty (Imperium Rosyjskie)
81 Dywizja Piechoty (ros. 81-я пех. дивизия) – rezerwowa dywizja piechoty Imperium Rosyjskiego, okresu działań zbrojnych I wojny światowej.
Powstała z 46 Dywizji Piechoty z Jarosławia (25 Korpus Armijny, 5 Armia).

## Struktura organizacyjna
Lipiec 1914:
- dowództwo dywizji
- 321 Okski pułk piechoty
- 322 Soligaliczyjski pułk piechoty
- 323 Jurewiecki pułk piechoty
- 324 Klaźmiński pułk piechoty